# Oligomyrmex erythraeus
Oligomyrmex erythraeus är en myrart som beskrevs av Carlo Emery 1915. Oligomyrmex erythraeus ingår i släktet Oligomyrmex och familjen myror. Inga underarter finns listade i Catalogue of Life.